# Bravo-Jahrescharts 1985
Die Jugendzeitschrift Bravo erscheint seit 1956 und enthält in jeder Wochenausgabe eine Hitliste, die von den Lesern gewählt wurde. Zum Jahresende wird eine Jahreshitliste erstellt, die Bravo-Jahrescharts. Seit 1960 wählen die Bravo-Leser zudem ihre beliebtesten Gesangsstars und dekorieren sie mit dem Bravo Otto.

## Bravo-Jahrescharts 1985
1. A View to a Kill – Duran Duran – 332 Punkte
2. You’re My Heart, You’re My Soul – Modern Talking – 280 Punkte
3. Live Is Life – Opus – 272 Punkte
4. (I’ll Never Be) Maria Magdalena – Sandra – 266 Punkte
5. Rock Me Amadeus – Falco – 245 Punkte
6. Celebrate Youth – Rick Springfield – 243 Punkte
7. Cheri, Cheri Lady – Modern Talking – 233 Punkte
8. The Wild Boys – Duran Duran – 232 Punkte
9. 19 – Paul Hardcastle – 229 Punkte
10. You Can Win If You Want – Modern Talking – 222 Punkte

## Bravo-Otto-Wahl 1985

### Pop-Gruppe
1. Goldener Otto: Modern Talking
2. Silberner Otto: Duran Duran
3. Bronzener Otto: a-ha

### Sänger
1. Goldener Otto: Falco
2. Silberner Otto: Rick Springfield
3. Bronzener Otto: Bruce Springsteen

### Sängerinnen
1. Goldener Otto: Madonna
2. Silberner Otto: Sandra
3. Bronzener Otto: Tina Turner